# Jack Fritscher

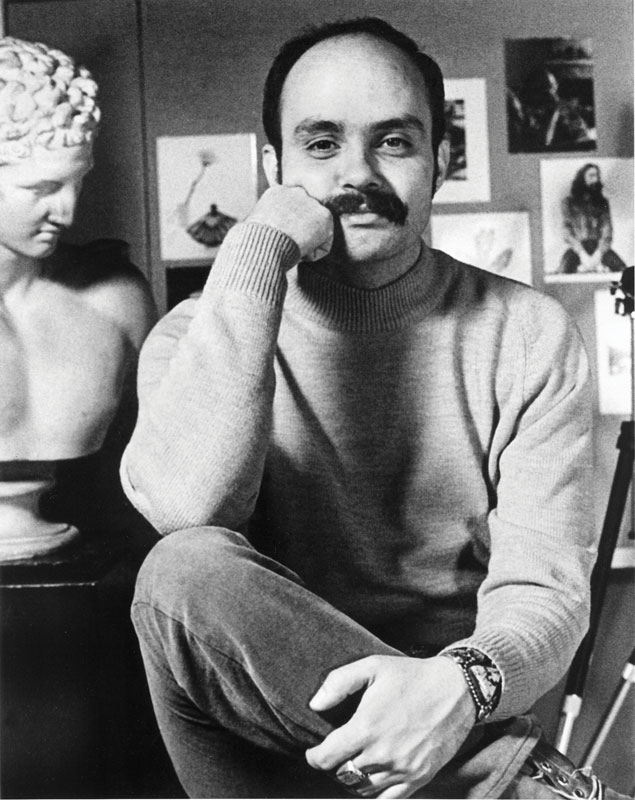
Jack Fritscher

Jack Fritscher (* 20. Juni 1939 in Peoria, Illinois) ist ein US-amerikanischer Autor.

## Leben
Fritscher besuchte das Pontifical College Josephinum und studierte an der Loyola University Chicago. Fritscher war Mitherausgeber des US-amerikanischen Magazins Drummer. Als Autor verfasste er mehrere Werke. Seit 2008 ist er mit Mark Hemry in Kalifornien verheiratet. Zuvor waren Robert Mapplethorpe und David Sparrow seine Lebensgefährten gewesen.

## Werke (Auswahl)
- Some Dance to Remember: A Memoir-Novel of San Francisco 1970–1982
- Gay San Francisco: Eyewitness Drummer – A Memoir of the Art, Sex, Salon, Pop Culture War, and Gay History of Drummer Magazine from the Titanic 1970s to 1999
- Assault with a Deadly Camera (Memoiren seines Lebensgefährten Mapplethorpe)
- Jack Fritscher’s American Men
- Popular Witchcraft: Straight from the Witch’s Mouth
- Television Today
- Love and Death in Tennessee Williams
- When Malory Met Arthur: Love and Death in Camelot